# Escuela de Altamira
La Escuela de Altamira fue un proyecto para recuperar la vanguardia artística española después de la Guerra Civil, fundado en Santillana del Mar (Cantabria) en 1948 por Mathias Goeritz (pintor alemán), Ángel Ferrant (escultor), Ricardo Gullón (escritor) y Pablo Beltrán de Heredia, con el objetivo de coordinar los esfuerzos de los artistas españoles a favor del desarrollo de la modernidad en el arte, especialmente en el arte abstracto, que intentó promocionar. Fue creada en Santillana por su proximidad a la cueva de Altamira, con importantes pinturas del Magdaleniense, de la que el grupo toma el nombre, y llegó a alcanzar fama internacional.

## Historia

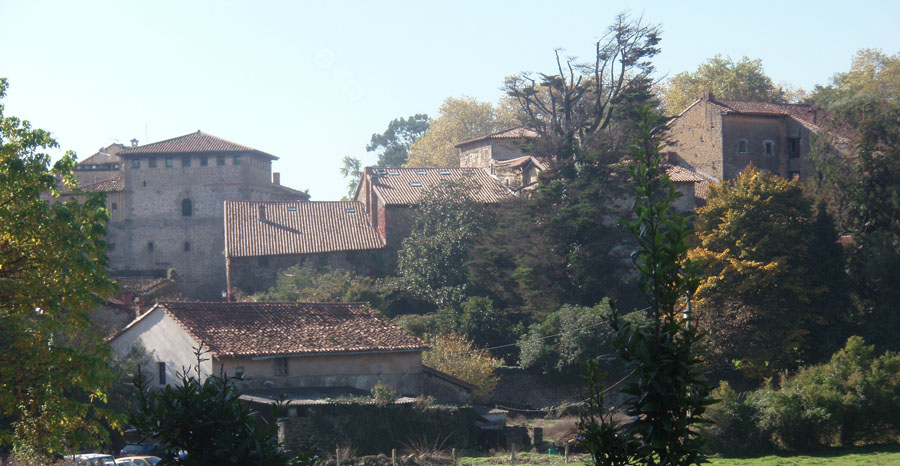
Santillana del Mar, donde se desarrolló el proyecto.

El proyecto fue idea de Goeritz, quien para llevarlo a cabo buscó y encontró la colaboración de numerosos artistas: el grupo ADLAN, el ceramista Llorens Artigas, el pintor Cuixart, el arquitecto italiano Alberto Sartoris y la pintora italiana Carla Prina, pintor alemán Willi Baumeister, Sebastià Gasch, y el pintor Pancho Cossío, entre otros.
Lograron el patrocinio del gobernador civil de Santander, quien financió sus proyectos. Editaron la revista Bisonte, uno de los proyectos de la escuela, que también incluían exposiciones, conferencias, reuniones y otras publicaciones. Organizaron las Semanas Internacionales de Arte Contemporáneo, que más tarde fueron trasladadas a Madrid.
Eugenio d'Ors se interesó por Altamira y en reconocimiento del proyecto nombró a Goeritz miembro de la Academia. No obstante este último se atrevió a criticar la mala prensa del arte contemporáneo en su discurso de investidura en Madrid, lo que provocó que en dos días se le echase de la Academia y se le negara su visado en España.
Sin Goeritz se celebraron las Semanas Internacionales. La primera se desarrolló entre el 19 y el 26 de septiembre de 1949, donde a través de una serie de coloquios se denuncia la influencia de cualquier nacionalismo en el arte y la imposición de cualquier estética. Los ponentes fueron Ricardo Gullón, Enrique Lafuente Ferrari, Sebastià Gasch, Eduardo Westerdahl, Rafael Santos Torroella, Luis Felipe Vivanco, Alberto Sartoris, Josep Llorens i Artigas, Ángel Ferrant, Pancho Cossío, el pintor inglés Tony Stubbing y el escultor sueco Ted Dyrssen. La edición de la revista Bisonte se decidió entonces, aunque sólo contó con un número.
La Segunda Semana Internacional de Arte Contemporáneo se celebró entre el 21 y el 28 de septiembre de 1950. Intervinieron en ella Rafael Santos Torroella, Luis Felipe Vivanco, Joan Teixidor, Ricardo Gullón, Guillermo de Torre, Alberto Sartoris, Willi Baumeister, Cicero Díaz y Ventura Doreste. Las conclusiones son que el surrealismo ha planteado la libertad en el arte, y que ésta puede no tener límite; también que el arte social no existe, y sus valores se corrompen cuando sirven como propaganda.
La ausencia del principal fundador, la falta de nueva financiación y ciertas dificultades de índole política terminaron con la escuela, que no celebró ninguna Semana Internacional más en Santillana.